# Il racconto del marinaio
Il racconto del marinaio (The Shipman's Tale oppure The Sailor's Tale) è la quindicesima novella raccontata ne I racconti di Canterbury di Geoffrey Chaucer.

## Trama
Un marinaio aveva una moglie che a causa del vizio del gioco d'azzardo, perdeva sovente denaro e aveva un debito di duemila monete d'oro. Il marinaio non era a conoscenza di questo debito, perché la moglie custodiva il segreto molto attentamente.
Un giorno un frate venne a visitare la città in cui risiedeva il marinaio e gli chiese ospitalità. Il marinaio, essendo una persona gentile e amorevole, non glielo rifiutò, facendolo entrare in casa. La moglie, trovando un ospite di tale importanza, decise di chiedergli il prestito del denaro necessario a saldare i suoi debiti. Il frate disse che le avrebbe procurato il denaro che le serviva a una sola condizione:  lei avrebbe dovuto trascorrere una notte nel suo stesso letto. La moglie, anche se un po' titubante, accettò e raccomandò al frate di non dire nulla al marito. Così quella stessa notte il frate e la moglie del marinaio dormirono nello stesso letto.
La mattina seguente il frate chiese al marinaio se era così gentile da prestargli duemila monete d'oro da dare in beneficenza ai poveri, con la promessa che gliele avrebbe prontamente rese; il marinaio, da persona dal cuore tenero, gliele concesse. Di nascosto, quello stesso pomeriggio, il frate passò invece il denaro alla moglie del marinaio, che, dietro consiglio del frate, li nascose sotto il letto.
Il giorno seguente, dopo la colazione, il frate ringraziò dell'ospitalità e stava per andarsene, quando il marinaio, ricordandogli il patto che avevano fatto il giorno prima, gli chiese indietro il denaro. Il frate disse che lui era tornato per rendergli il denaro già il giorno prima; ma, non avendolo trovato in casa, li aveva dati alla moglie, che li aveva nascosti sotto il letto, per tenerli al sicuro. Il marinaio andò a controllare e trovò il denaro.